# 小牧十觀音
小牧十觀音是在日本愛知縣小牧市祭拜觀音菩薩10間寺院的總稱。

## 寺院一覽
1. 小松寺（日语：小松寺 (小牧市)） - 在小牧市小松寺的真言宗寺院。通稱「小松觀音」。
2. 觀音寺（小牧市）（日语：観音寺 (小牧市岩崎)） - 在小牧市岩崎的曹洞宗寺院。
3. 真福寺 - 在小牧市久保一色的臨濟宗寺院。
4. 正眼寺（日语：正眼寺 (小牧市)）- 在小牧市三淵的曹洞宗寺院。
5. 龍泉院 - 小牧市多氣南町的曹洞宗寺院。
6. 養光寺 - 小牧市市之久田的曹洞宗寺院。
7. 玉林寺（日语：玉林寺 (小牧市小牧)） - 小牧市小牧的曹洞宗寺院。通稱「小牧觀音」。
8. 戒藏院（日语：戒蔵院 (小牧市)） - 在小牧市小牧的真言宗寺院。通称「火伏觀音」。
9. 龍洞院（日语：龍洞院 (小牧市)）- 在小牧市野口的曹洞宗寺院。
10. 大泉寺（日语：大泉寺 (小牧市)） - 小牧市池之内的曹洞宗寺院。